# Simón Febrer
Simón Febrer Serra  (* 18. Mai 1895 in Felanitx; † 27. Januar 1989 ebenda) war ein spanischer Radrennfahrer. Er war einer der ersten Radsport-Stars Spaniens.
Am Ostermontag 1912 versuchte Simón Febrer, auf der Radrennbahn Tirador (Palma), einen neuen Geschwindigkeitsrekord über 100 Kilometer aufzustellen. Der Versuch misslang, was laut der Presse am starken Wind gelegen hatte.
1915 in Bilbao und 1918 in Sevilla wurde Febrer spanischer Meister im Straßenrennen. Damit war er der erste Mallorquiner, der außerhalb der heimischen Insel einen nationalen Titel errang. 1914, 1915, 1916 und 1918 wurde er spanischer Meister im Steherrennen, 1917 wurde er Vizemeister. Sein größter Konkurrent auf Bahn und Straße war José Magdalena.
Febrer war einer der ersten Steher von der Insel, und er begründete damit eine Tradition des Steherrennens auf Mallorca, woher die Steher-Weltmeister Guillermo Timoner und Miguel Mas stammen. Auch die meisten spanischen Meisterschaften im Steherrennen fanden in Palma statt.
Simón Febrer starb im Alter von 93 Jahren in seinem Heimatort.